# 苗圃园遗址
苗圃园遗址，位于中国甘肃省张家川回族自治县，为一个省级文物保护单位，类型为古遗址。
苗圃园遗址的历史年代为新石器时代。